# Ideopsis doreyana
Ideopsis doreyana är en fjärilsart som beskrevs av James John Joicey och Talbot 1925. Ideopsis doreyana ingår i släktet Ideopsis och familjen praktfjärilar. Inga underarter finns listade i Catalogue of Life.